# Nostre Dame de Grasse
Nostre Dame de Grasse (en raison de l'inscription sur son socle), dite aussi la Vierge à l'Enfant, est une sculpture gothique du musée des Augustins de Toulouse. Même si sa provenance reste mal connue, il est possible de la dater entre la fin du Moyen Âge et le début de la Renaissance, dans les années 1500. Ce qui fait de cette œuvre une des plus célèbres du musée est la qualité de sa réalisation, tant du point de vue de la sculpture que de la polychromie et des décors. Située à la jonction de deux époques, elle est encore empreinte d'un art médiéval tardif tout en annonçant une Renaissance raffinée et maniériste. Elle a fait l'objet d'une restauration au début des années 2000.

## Historique de l’œuvre
Notre-Dame de Grasse est une sculpture datant de la fin du XVe siècle qui a probablement été réalisée entre 1460 et 1480. Même si de récentes recherches ont fait avancer les questionnements autour de la statue, son auteur, son lieu d’origine et ses dates de création restent imprécis. De fait, les dernières découvertes près de la cathédrale de Rodez tendent à avancer la datation au plus proche du tournant du siècle, vers 1500. Bien peu de documents viennent éclaircir le mystère qui pèse sur cette œuvre. En effet, les textes des contrats passés à cette époque sont peu nombreux concernant la sculpture sur pierre et aucune source écrite n’atteste l’acte de fabrication de la Vierge. De même aucune source ne permet de savoir ce qu’elle est devenue après sa réalisation. Elle aurait peut-être été faite pour une des chapelles de l'église des Jacobins et y serait restée jusqu'à son entrée au musée des Augustins en 1805. 
L’œuvre est mentionnée pour la 1re fois dans le catalogue de 1805 du musée des Augustins, par Jean-Paul Lucas. Malgré cela, sa date d’entrée reste inconnue. Jean-Paul Lucas la décrit succinctement comme « Une Vierge assise, tenant l’Enfant Jésus ». Elle est tout d’abord exposée dans le cloître du musée, à l’abri des intempéries mais étant tout de même en extérieur, elle demeure exposée à l’agression des agents atmosphériques et à la pollution urbaine. 
Elle est déplacée dans la salle capitulaire du couvent en 1931, constituée de baies gothiques ouvertes, qui ne seront fermées par des vitres qu’en 1980. Le processus de dégradation n’en est alors que ralenti, et les variations climatiques et les mauvaises conditions de conservation continuent tout de même à détériorer l’œuvre.  
Au XXe siècle, il y eut des tentatives de nettoyage de la sculpture, certainement par brossage ou grattage. Ces techniques, ne firent que contribuer à la perte de la polychromie. C’est en 2002 qu’une opération de restauration scientifique a été décidée . Elle a duré jusqu’en 2004 et a permis de dégager la polychromie originelle, tout en découvrant ses repeints successifs au nombre de quatre. Cette opération a apporté des précisions sur la datation et l’histoire de l’œuvre, tout en soulevant de nouvelles questions.

## Description

### La polychromie originelle

#### Généralités
Cette Vierge à l’enfant est une sculpture gothique en pierre polychrome (comme la majorité des sculptures médiévales), taillée dans un seul bloc de pierre calcaire. Le revers de l’œuvre est plat car elle a été conçue pour être adossée. La dorure sur mixtion  est très présente sur toute l’œuvre, mais selon des nuances variées. Cet or est localement ombré de glacis rouges. 
La palette et les techniques décoratives utilisées sont caractéristiques de la fin du Moyen Âge. L'accord des couleurs bleu, blanc et or pour le vêtement de la Vierge s'inscrit parfaitement dans la tradition médiévale, et particulièrement dans le style gothique international. Les effets de matière sont variés. En effet, on peut trouver des effets de transparence voulus par les glacis, tout comme de grands aplats mats, des couches épaisses comme fines. Chaque couleur est obtenue par la superposition de plusieurs couches successives (deux ou trois), ce qui entraîne une difficulté supplémentaire dans l'identification des repeints. Ceci témoigne d'un souci de qualité et également de moyens financiers importants. Par exemple, pour la peau, l'artiste a préalablement déposé une sous-couche blanche. Mais avant l'application de toute couleur, il y a eu une première couche huileuse, faisant office de bouche-pores. La carnation, avec ses variations subtiles de couleurs (allant du brun pâle autour des ongles, à un rose plus soutenu) est le résultat d'un travail précis et minutieux. En revanche, la présence de la dorure sur le revers de la fourrure du manteau serait un trait spécifique de Notre-Dame de Grasse. L'étude de cette polychromie a permis de déceler un repentir de l'artiste qui concerne deux éléments : le revers de la chemise du livre et la moulure supérieure de la base. Dans ces deux cas, il existe deux couches successives : une verte et celle qui la recouvre est rouge vif. Le peintre a finalement choisi le rouge. 
Le style démontre donc un véritable souci d’élégance et de raffinement. On voit bien que le sculpteur a fait preuve d’une maîtrise exceptionnelle pour cette œuvre, car il n’a pas hésité à creuser profondément le calcaire pour détacher le bras droit de la Vierge ou encore pour accentuer le volume des plis des vêtements. Même dans les zones peu accessibles à l’outil, il a travaillé avec une grande précision. En effet, sur le torse de l’Enfant, le pouce gauche de la Vierge présente de petites irrégularités, ce qui fait penser que les mains de l’Enfant ont dû gêner le passage de l’outil, et qu’elles n’ont pas été sculptées à part. Les traces laissées par l’outil sont volontairement visibles. Sur les vêtements est encore visible le tracé de la ripe, qui laisse une surface striée de manière régulière caractéristique de la sculpture médiévale toulousaine. Sur la chair, en revanche, la pierre est parfaitement lisse. Quant aux fourrures et à la chevelure, elles ont été réalisées avec de fines gouges  et des ciselets . 
Hormis la perte des mains de l’Enfant et des armoiries à la base de la statue, les autres pertes de pierre semblent s’être produites essentiellement au XIXe s. et durant la première moitié du XXe s. Les fragments tombés au cours des années ont été, pour la plupart, rapidement remis en place, mais il en reste tout de même quelques-uns, conservés dans une enveloppe annotée et retrouvée au musée en 2003. 
L'œuvre a été repeinte à quatre reprises, entre le XVIe s. et l'extrême fin du XVIIIe s. C’est ensuite en 2002 qu’elle fit l’objet d’une restauration, pour dégager la polychromie originelle.

#### La Vierge

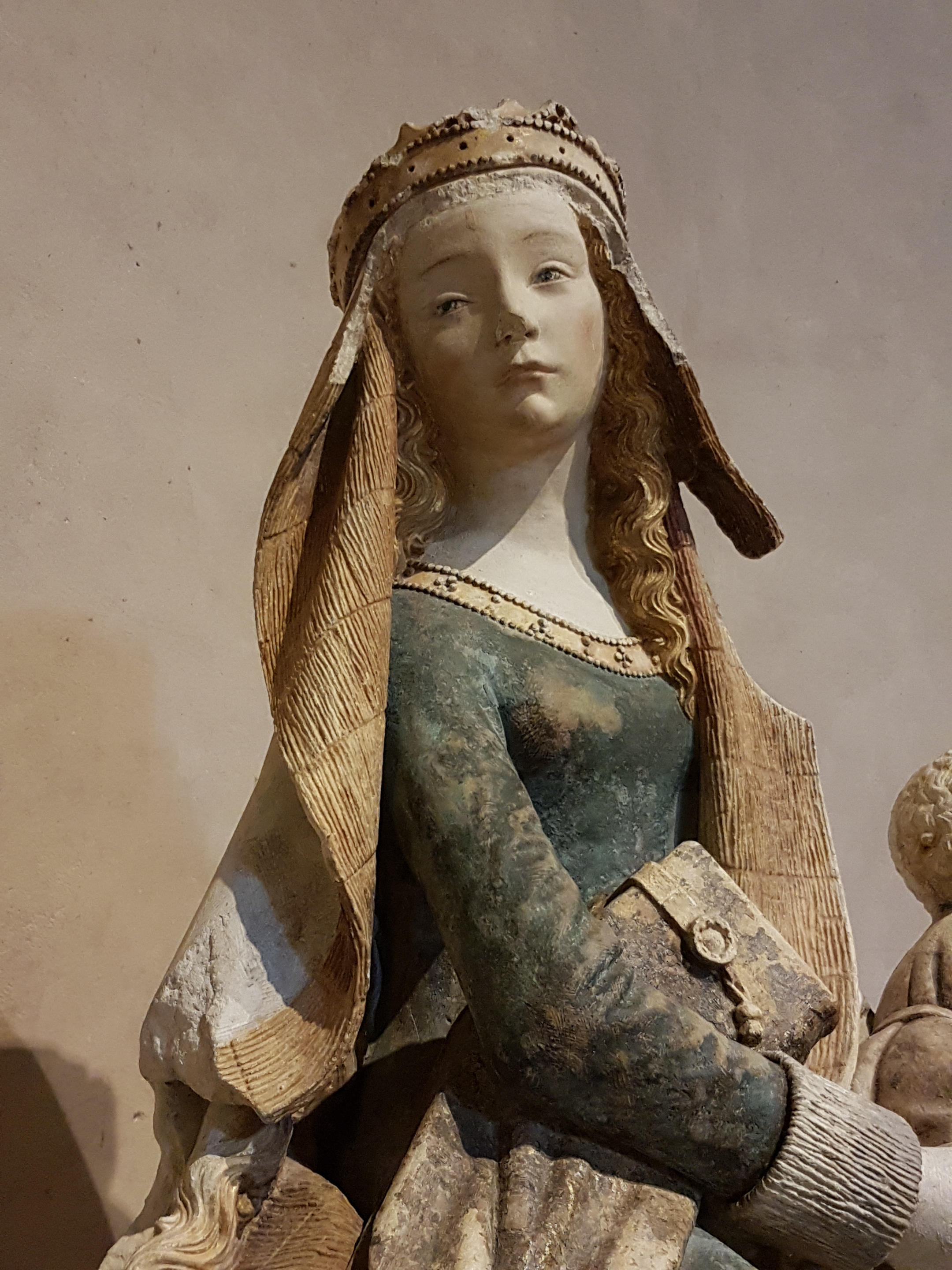
La Vierge.

La Vierge est ici représentée comme une jeune fille menue à la carnation pâle et aux cheveux dorés ondulés, avec des yeux bleus. Les traits fins de son visage prennent une expression mélancolique. 
Elle porte sur une robe bleue, ajustée sur le haut du corps, un manteau blanc/gris au revers doré qui lui sert de voile, traité de manière naturaliste car la couleur cherchait à imiter le vair. Les motifs étoilés de sa robe ont disparu avec le temps. Dans quelques parties peu visibles de la bordure et de la doublure du manteau, la dorure a été remplacée par un alliage argent/or recouvert d'un glacis jaune, qui correspond à un souci d'économie selon une technique connue en Allemagne à la fin du Moyen Âge. L’or du galon supérieur de la robe, ainsi que sa couronne, devaient être rehaussés de perles ou de pierres du fait des percements réguliers que l’on peut y constater. Or, il n’y a aucune trace d’usure ou de frottement dû à la présence d’une pierre décorative quelconque. Aucun fragment d’un de ces matériaux ou même de rouille n’a été retrouvé pour le prouver ni aucune trace de colle. Pour l’encolure de la robe, il semblerait donc qu’il n’y ait jamais eu d’ornements. En revanche, pour la couronne, il y a tout de même l’hypothèse qu’un diadème était ajouté autour et attaché, les pierres venant s’insérer dans les trous sans y être bloquées.
Elle semble retenir un livre s’échappant d’un sac. Mais il s’agirait plutôt de la chemise du livre, lui servant de protection, fermé par un système d’attaches de cuir et de ferrures. Cette chemise en tissu ainsi que le livre qu’elle protège sont ornés d'un décor qui a été réalisé selon la technique des brocarts appliqués. Ils sont revêtus d'une dorure et ornés de décors peints en noir. Les motifs représentent des cercles qui renferment un quadrilobe et des feuillages stylisés. Ils pourraient évoquer un lampas italien du XIVe s. Le revers de cette chemise, ainsi que l’attache, étaient autrefois rouges. On peut encore l’apercevoir dans le revers au bas de la chemise.

#### L’Enfant Jésus

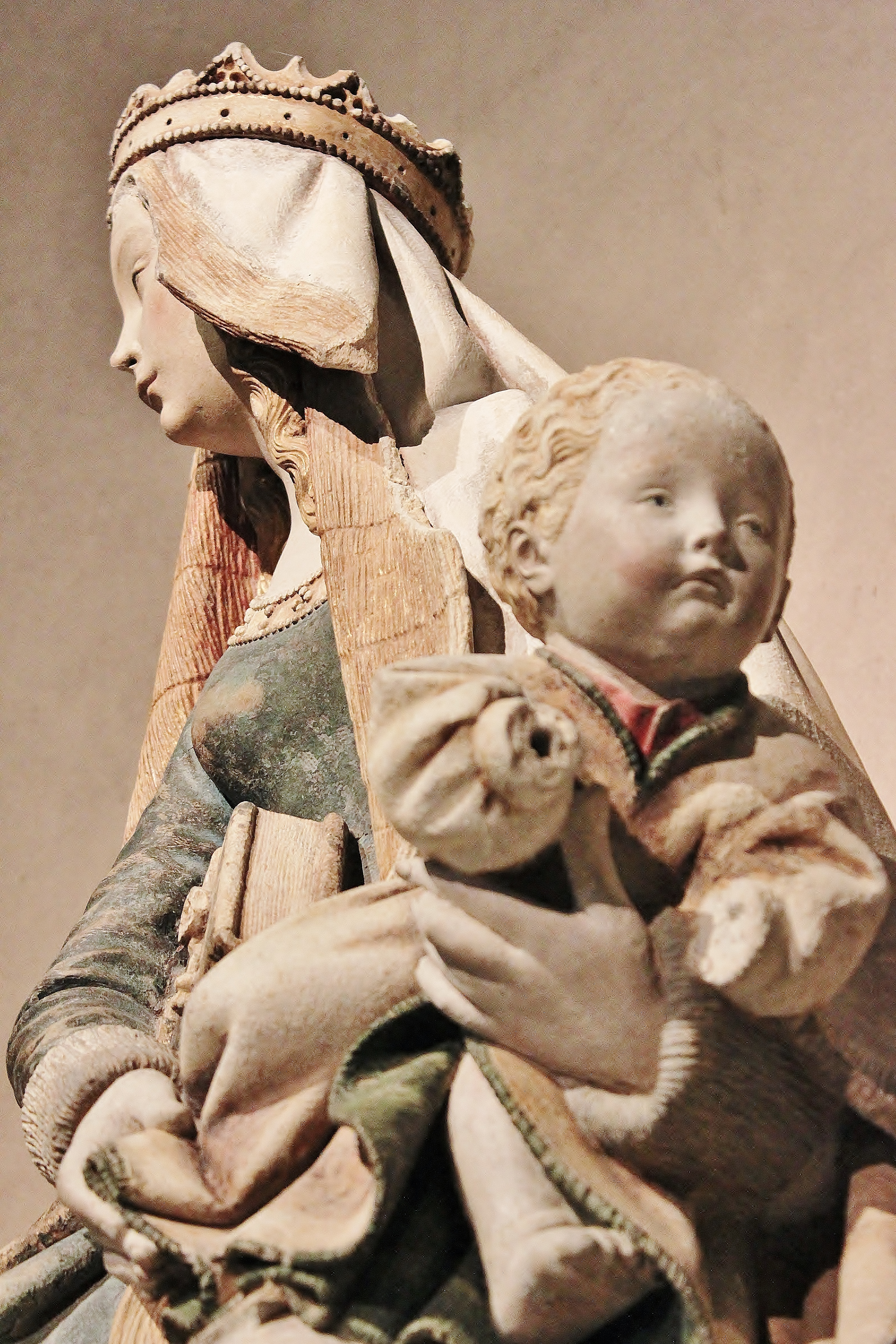
L'Enfant Jésus.

L’Enfant a un visage rond aux pommettes rosées. Ses yeux sont bleus et ses cheveux blonds, comme ceux de sa mère. Il porte une tunique rouge carmin par-dessus une chemise verte dont on aperçoit le col, accord de couleurs qui semble assez surprenant pour l’époque. Le revers de la tunique, autrefois ornée de motifs étoilés, est également vert.  
La perte de ses mains constitue la lacune la plus importante du groupe. Reconstituées en 1835, après une délibération du conseil municipal, elles ont été supprimées avant les années 1930.

#### La base de la statue
La base est noire, et la croix ainsi que l'inscription et le feuillage qui encadraient l'écu central sont en or. Situé sur la base moulurée de la sculpture, l’écu, entouré de feuilles de chou frisées encore visibles, a été détruit volontairement, certainement lors de la période révolutionnaire pour faire disparaître les armoiries du commanditaire. Le 28 octobre 1793, la République interdit toute armoiries royale. Ainsi, les armes de l’écu ont été certainement bûchées par ordre de la République, à moins qu’il ne s’agisse d’un acte de vandalisme révolutionnaire. Une inscription toujours présente : « Nostre Dame de Grasse » a donné son nom à la statue. À l’extrémité gauche de cette base, on peut y voir une croix qui diffère de la croix occitane.

### Les repeints
Une restauration entreprise en 2002 a permis de dégager quatre repeints successifs et de connaître l'état d'origine de la sculpture.

#### Premier repeint
Il était certainement destiné à raviver la polychromie originelle, car il est partiel (le manteau blanc et les brocarts appliqués de la chemise du livre n'ont pas été repeints par exemple) et conserve la même gamme chromatique. Cela incite à proposer une datation aux alentours du XVIe siècle, c'est-à-dire au moins 50 ans après la création de l’œuvre. Il y eut alors un nettoyage agressif de l’ancien repeint pour rafraîchir la polychromie. Le manteau est recouvert d'un bleu azurite et les motifs étoilés ne sont donc pas repris. La doublure de petit-gris perd son aspect naturaliste, au profit d'un traitement plutôt du même style que celui de la doublure du manteau, doré à la feuille et recouvert d'un glacis rouge. Les carnations sont refaites dans le même esprit, avec toutefois des rehauts  plus marqués.

#### Deuxième repeint
Il s’agit d’un repeint qui rompt considérablement avec l’ancienne polychromie. Le manteau de la Vierge devient rouge et la tunique de l'Enfant jaune pâle. L’or est remplacé par de l’étain (le revers du manteau de la Vierge par exemple) ou un autre alliage or/argent (la couronne ou la chevelure, et la bordure de la tunique de l'Enfant), sûrement pour des raisons financières. Cela montre la volonté d’une société qui souhaite tester l’effet des feuilles métalliques en remplacement de l’or et permet par là même d’établir la datation approximative de ce deuxième repeint, que l’on peut déduire assez éloigné du premier, vers le XVIIe siècle. De plus, cet écart entre les deux repeints est montré aussi par le dépôt assez important de poussière et les lacunes de la peinture.
La couverture du livre et sa chemise ne sont pas conçues comme un ensemble, la partie supérieure est traitée comme un livre tandis que la partie inférieure est considérée comme une sorte de housse. Il s’agit là d’une mauvaise interprétation de l'accessoire médiéval, qui perdurera dans les polychromies suivantes. L’auteur a voulu rendre un effet de camaïeu par les différents tons de jaune. Quant au visage de la Vierge, il perd de sa pâleur et les carnations deviennent plus orangées.

#### Troisième repeint
Il s’éloigne encore davantage des couleurs originelles. De nouveaux motifs et associations de couleurs très particulières apparaissent, comme les bandes colorées rouges et vertes (housse du livre, tunique de l'Enfant). Il y a aussi une sorte de quadrillage rouge, vert et argenté qui orne le revers du manteau de la Vierge, dont on ne connaît pas le motif exact en raison de la détérioration de cette couche. La carnation tend de plus en plus vers des tons orange pâle. Ce changement d’esthétique est singulier et ne permet pas de dater cette polychromie. On ne peut qu’en déduire qu’elle se situe entre l’époque du deuxième et celle du quatrième repeint. En dehors du contexte, le seul élément qui pouvait donner une indication et resserrer la datation entre le XVIe et le XVIIIe siècle est la pigmentation, notamment avec la présence du bleu de smalt. Ainsi, les spécialistes en ont déduit que ce repeint daterait du XVIIIe siècle, plutôt dans sa première moitié, sans plus de précisions.

#### Quatrième repeint
Ce repeint date de la seconde moitié du XVIIIe siècle d'après le bleu de Prusse qui a été utilisé. En effet, on sait que ce pigment qui n’apparaît que vers 1715 ne fut utilisé couramment par les peintres qu’à partir de 1750. La palette est très réduite, seules quatre couleurs sont utilisées : le blanc-gris, l’ocre jaune, le bleu et le brun sans application de feuille métallique. La polychromie est simplifiée, mais cette nouvelle couche ne fait qu’alourdir davantage l’œuvre, du fait de la mauvaise qualité de la peinture, qui est épaisse et donne des effets d’empâtement. Ce repeint, presque identique à la polychromie originelle en est une sorte de caricature. Le jaune remplace l'or de la doublure du manteau de la Vierge. La pupille ne se distingue plus de l'iris. Les sourcils brun clair se sont beaucoup épaissis et se prolongent, ce qui durcit les traits du visage de la Vierge. Le travail d'origine a nettement perdu en qualité d’exécution et en raffinement. La carnation a toujours une tonalité orangée. Ce repeint est le seul à recouvrir des accidents survenus sur la pierre, notamment la cassure de l'extrémité du nez, qui n’a pas été remis en place.

## Contexte historique de la création

### Choix et réalisation de l’œuvre

#### Un lieu d’origine mystérieux
Sa provenance reste mystérieuse. Elle n’est nommée Notre-Dame de Grasse qu’en 1818 ou 1820 par Jacquemin dans le catalogue du musée des Augustins ». Or, il n’y avait pas de sanctuaire toulousain dédié à Notre-Dame de Grasse au Moyen Âge. Il y a éventuellement des textes d’archives qui attestent de l’existence d’une chapelle qui lui est dédiée dans l’église des frères Prêcheurs, au Couvent des Jacobins de Toulouse. Ainsi, l’hypothèse émise par Maurice Prin que la destination originelle de la statue soit cette église reste encore d’actualité, mais les documents manquent pour en fournir une preuve concrète. 

##### Une datation imprécise
Pour ce qui est de sa datation, elle aussi reste mystérieuse. Alexandre du Mège la cite dans le catalogue des Augustins de 1835 . et qu’il la date de la fin du XIVe siècle et du début du XVe siècle, mais c’est une datation qui sera remise en question avec les recherches entreprises sur l’œuvre, notamment durant sa restauration en 2002. Elle est donc datée d'après la polychromie originelle, vers la fin du XVe s. et plus précisément entre 1460 et 1480. Or, des découvertes récentes de fragments statuaires à Rodez tendent à montrer que Notre-Dame de Grasse ne constitue pas un paradigme qui inspire la statuaire par la suite. Les éléments stylistiques des fragments de Rodez sont très proches de ceux de la Vierge des Augustins, notamment le visage, mais ils sont antérieurs. Cela tend à avancer la datation au début du XVe siècle plutôt qu'à la fin du XIVe siècle, dans les années 1500.

#### Un auteur anonyme
Son auteur reste anonyme, mais certaines hypothèses ont pu être faites. Il est en effet peu vraisemblable qu’une œuvre du prestige de Notre-Dame de Grasse soit restée dans l’ombre. Les chercheurs ont d’abord fait de Jacques Morel son sculpteur, ou du moins lui ont-ils concédé une certaine influence dans sa réalisation, tel que l’affirme entre autres Marguerite de Bévotte. Cela a permis aussi de renforcer le lien établi entre sculpture toulousaine et sculpture bourguignonne car Jacques Morel avait un art inspiré de l’art bourguignon tel que le dit Marcel Aubert . De plus, J. Morel a été appelé à Toulouse pour des raisons peu connues et il a travaillé pour les Jacobins durant la période qui pourrait coïncider avec la réalisation de Notre-Dame de Grasse. Or, aucun document écrit n’atteste que Jacques Morel serait l’auteur de l’œuvre. Dans les années 1950, Maurice Prin établit un parallèle entre cette sculpture et Les gisants de Charles de Bourbon et d’Agnès de Bourgogne, à Souvigny, qui sont des œuvres de ce sculpteur. Mais il est difficile de définir précisément son style et cette hypothèse n’est toujours pas vérifiée. De plus, son passage à Toulouse ne correspond pas à la datation de l’œuvre, qui ne peut se situer avant le troisième quart du XVe s. étant donné ses caractéristiques stylistiques. De plus, le style de la statue présente quelques différences avec celui de J. Morel, notamment en ce qui concerne le traitement du visage . 

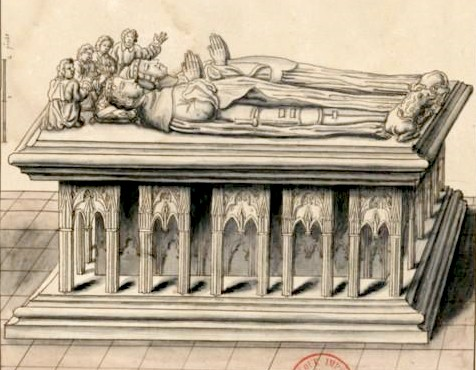
Charles Ier de Bourbon et Agnès de Bourgogne, dessin par Gaignières, BNF

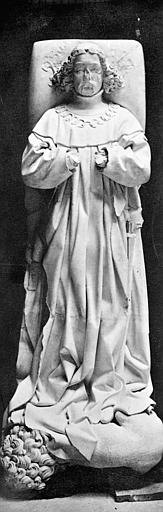
Gisant de Charles Ier de Bourbon, église du prieuré de Souvigny

C’est finalement Pierre Viguier qui fut considéré comme son sculpteur. Ce dernier aurait été un élève de Jacques Morel et il aurait travaillé avec lui pour le portail sud de la cathédrale de Rodez. Toulouse a d’ailleurs été sa ville de formation. Les frères Prêcheurs, de riches mécènes, voyaient en lui un continuateur de J. Morel, et ils auraient donc pu solliciter ses services. De plus, il serait l’auteur de choux frisés de la sculpture ornementale de la chartreuse de Villefranche-de-Rouergue, les mêmes que ceux retrouvés sur la base de Notre-Dame de Grasse. Mais ces décors végétaux sont fréquents à cette époque et il n'existe pas d’œuvre de référence qui permette d’identifier clairement le style de P. Viguier. Il faut ajouter que les artistes travaillaient au Moyen Âge en corporations, formant ainsi de véritables dynasties. On parle ainsi de l’atelier de Pierre Viguier, qui se constituerait d’artistes variés, autant sculpteurs qu’orfèvres. Les minutieux et charmants détails de Notre-Dame de Grasse peuvent donner à penser que son sculpteur connaissait bien le travail d’orfèvre, ou bien que tout un atelier aurait participé à sa réalisation. Ainsi, faute d’une détermination précise de son auteur, le seul élément de datation qu’il reste est de resituer la statue dans son contexte et d’étudier le style de la statuaire toulousaine du XVe s.

### Appartenance stylistique

#### Une sculpture gothique
Il s’agit d’une sculpture datant de la seconde moitié du XVe siècle, voire du début du XVIe siècle. C’est la toute fin du Moyen Âge et le début de la Renaissance, période dominée par un art gothique qui s’est largement imposé en France, et période de transition avec la Renaissance. Notre-Dame de Grasse appartient bien à ce style gothique tardif . La sculpture s’est peu à peu autonomisée vis-à-vis de l’architecture, pour laisser place à la ronde-bosse, à des œuvres de plus en plus en mouvement . Elle s’autonomise également du clergé et de l’Église, car les commanditaires sont plutôt des gens de cour, des bourgeois qui ont les moyens de financer une sculpture pour orner leur chapelle. Cela pourrait très bien être le cas pour Notre-Dame de Grasse, car si l’on part de l’hypothèse qu’elle proviendrait de la chapelle axiale de l’église des Jacobins, elle aurait pu être commandée par la riche famille des Palays , dont les armoiries figurent à plusieurs reprises dans l’édifice. La chapelle devient un lieu d’ostentation pour ces nouveaux riches, où le décor, dont les sculptures, doivent plaire et attirer l’œil.   
La sculpture devient à cette époque un art de cour, imprégné du roman courtois et du roman de chevalerie, qui souhaite en retranscrire l’élégance presque irréelle des figures, leur raffinement. Notre-Dame de Grasse a l’aspect d’une jeune femme, avec des habits de cour royaux (couronne, manteau, nombreuses dorures), ainsi que des formes souples et légères contrastant avec la lourdeur et la fixité de la pierre. Son visage, bien qu’il soit quelque peu penché, est figé dans une expression d’extrême douceur. La Vierge est empreinte de cette élégance presque irréelle, inspirée du roman courtois. La vie religieuse est alors imprégnée de la vie et de la mode de cour. Mais c’est un art qui est aussi contrebalancé par la manière flamande, davantage réaliste. L’expression de Notre-Dame de Grasse est mélancolique et retranscrit une émotion dans un souci de réalisme. De plus, la qualité de la polychromie est digne de la peinture de chevalet, et sa maîtrise renvoie à celle des flamands dans la technique de la peinture à l'huile. La carnation est créée par le mélange des couches, à partir d'une base blanche à laquelle viennent s'ajouter les différentes couleurs du modelé. L'artiste a aussi voulu rendre l'aspect du vair pour le manteau, ou encore celui de la soie pour le livre et sa chemise de protection. C'est donc une sculpture d'une grande qualité picturale.  
Il s'agit d'une œuvre située entre beauté idéale et réelle, entre grâce immatérielle et humaine. La représentation mariale connaît d’ailleurs une évolution au tournant du XIIIe siècle . La Vierge commence à prendre de plus en plus d’importance face au Christ dans le culte chrétien, et sa beauté physique est glorifiée, reflet de sa beauté spirituelle. Elle est d'abord Vierge en Majesté, puis peu à peu, elle devient plus émotive, d'abord Vierge de douleur puis Vierge de tendresse, aimante et maternelle. C'est ainsi qu'émerge le type de la Vierge à l'Enfant, où Marie est représentée en Reine-mère.  
Louis Courajod emploie l’expression de gothique international pour qualifier une période où cet art s’est si répandu en Europe qu’il fait l’objet d’une exceptionnelle unité stylistique en Occident. La qualité de Notre-Dame de Grasse la hisse au rang de la grande sculpture parisienne gothique. Paris est en effet un centre artistique essentiel dans la promotion du gothique international. Or, ce style présente tout de même des particularités régionales, qui correspondent à une synthèse entre un art local et le gothique en vogue. Cette œuvre serait la production d’un atelier local, conciliant savamment un art bourguignon de la seconde moitié du XVe siècle avec les goûts propres au Midi. La Vierge à l’Enfant du musée des Augustins est donc une figure emblématique du XVe siècle toulousain, qui s’inscrit dans ce que Marguerite de Bévotte appelle un « art bourguignon adouci ».

#### Une production locale
Les chercheurs ont tout de même pu déterminer qu’il s’agit certainement d’une production locale, d’inspiration bourguignonne. Selon Paul Vitry la région toulousaine connaîtrait au XVe siècle une sorte de « relance », un nouvel essor de son activité artistique . De grands mécènes religieux et laïques attirent les artistes, qui trouvent dans le Midi un attrait qui les pousse à quitter leur région d’origine. Ainsi, de nombreux artistes et artisans du Nord (flamands ou bourguignons) font le déplacement et enrichissent le style local de leur facture. De plus, dans un livre publié en 1936, Marguerite de Bévotte affirme aussi que la production toulousaine à cette époque était sous la dépendance des modèles bourguignons . Mais en revanche, elle mitige son propos pour dire qu’il existe tout de même une certaine indépendance du Midi. Chaque région serait un creuset artistique où se fonde un caractère et des tendances propres. Toulouse serait donc un foyer artistique, mais à la condition de l’unir avec Albi et Rodez. M. de Bévotte suit alors l’hypothèse de Jacques Bousquet, qui affirme que cette indépendance de la région est perceptible dès le XIVe siècle et qu’il y a un style propre à la statuaire du Midi, et particulièrement un type caractéristique de Vierge à l’Enfant méridional.
Il y aurait un lien étroit entre la sculpture et l’orfèvrerie locale, qui donne toute sa particularité à la sculpture de la région. Il faut tout d’abord établir quelques rapprochements entre plusieurs œuvres de même nature de la fin du XVe s. pour établir qu’il existait bien un type local de Vierge à l’enfant. On peut ainsi assimiler à Notre-Dame de Grasse la Mise au tombeau, au musée des Augustins, notamment un détail représentant Marie-Madeleine. Ce qui la rapproche de Notre-Dame de Grasse. c’est surtout la douceur du visage féminin, plutôt juvénile, son air mélancolique, ses yeux baissés et en amande, l’élégance de la posture et le traitement du drapé. Les vêtements et les accessoires de cette Mise au tombeau, ainsi que les lettres fleuries de son inscription, permettent de dater le groupe de la seconde moitié du XVe siècle. Mais ce qui peut fournir certainement le repère chronologique le plus sûr, c’est sans nul doute le parallèle qui peut être établi avec deux pièces d’orfèvrerie du trésor de Conques (Aveyron), représentant Sainte-Foy debout et tenant les instruments de son martyre. En effet, cette pièce du trésor de Conques peut être daté avec une grande précision. La statuette d’argent a été commandée le 17 aout 1493 pour Louis de Crevant, l’abbé de Conques, à l’orfèvre Hugues Lenfan et son gendre Pierre Frechrieu. Elle a été achevée le 2 août 1497. La seconde pièce orne la partie centrale du revers de la grande croix processionnelle en argent doré. Le type de visage, la simplicité du vêtement ou encore la structure des drapés (larges plis courbes et souples sur le devant du corps avec les deux revers formant un col sur les épaules) rappellent la vierge de l’Adoration des mages, de l'église Saint-Nicolas (Toulouse), montrant que la production d’orfèvrerie travaillait en coopération avec la statuaire. 
Ainsi, les chercheurs ont pu dater Notre-Dame de Grasse vers la même époque du fait de ses ressemblances frappantes avec toutes ces œuvres appartenant à la statuaire de la fin du XVe siècle. Sa datation se resserre donc entre 1460 et 1480. Mais les découvertes de fragments statuaires à Rodez représentant des visages presque similaires, repoussent la datation aux années 1500. Marguerite de Bévotte parle pour ce style local d’un « art bourguignon adouci ». En ce sens, les formes assez trapues de la sculpture bourguignonne s’étirent et s’allongent. Cet art se tempère d’une certaine élégance au contact du creuset artistique toulousain. Il est marqué par un goût du détail qui traduit un souci d’individualisation des visages. Le visage de la Vierge s’affine, s’adoucit dans une expression naïve et juvénile. Mais il s'agit d'une sculpture entre individualisation et idéalisation, ce à quoi renvoie l'air mélancolique de la Vierge. Le style toulousain se caractérise enfin par un goût du mouvement, auquel participe un certain dynamisme dans la facture, qui donne un aspect de légèreté, qui « adoucit » la lourdeur bourguignonne. Selon Paul Vitry, le Sud-Ouest bénéficie d’un atelier d’artiste vraiment constitué, en comparaison à d’autres régions comme la Loire, où l’art local est moins affirmé. Notre-Dame de Grasse semble appartenir à ce centre artistique local, servant de modèle à la statuaire de la région, jusqu’à Albi ou le Limousin. Mais les découvertes de Rodez ont mis en question cette hypothèses, car il s'agit d'œuvres antérieures à Notre-Dame de Grasse. De ce fait, elle serait davantage dans la continuité d'un style déjà établi, qui prendrait racine à Rodez et qui s'étendrait jusqu'à Albi et Toulouse. Marguerite de Bévotte établit un lien entre Notre-Dame de Grasse et l’ange du groupe Nostre Dame de l’Annonciation d’Inières. Ce groupe a été conçu pour la chapelle de l’Annonciation de la cathédrale de Rodez, mais il est conservé dans l’église d’Inières, en Aveyron. Il aurait été commandé par Georges Vigouroux entre 1470 et 1480. Selon Jacques Bousquet, Vigouroux serait l’élève de l’auteur supposé de Notre-Dame de Grasse. Le même type de visage doux et juvénile se retrouve dans cette œuvre. Mais il y a tout de même de légères différences dans le traitement des drapés.

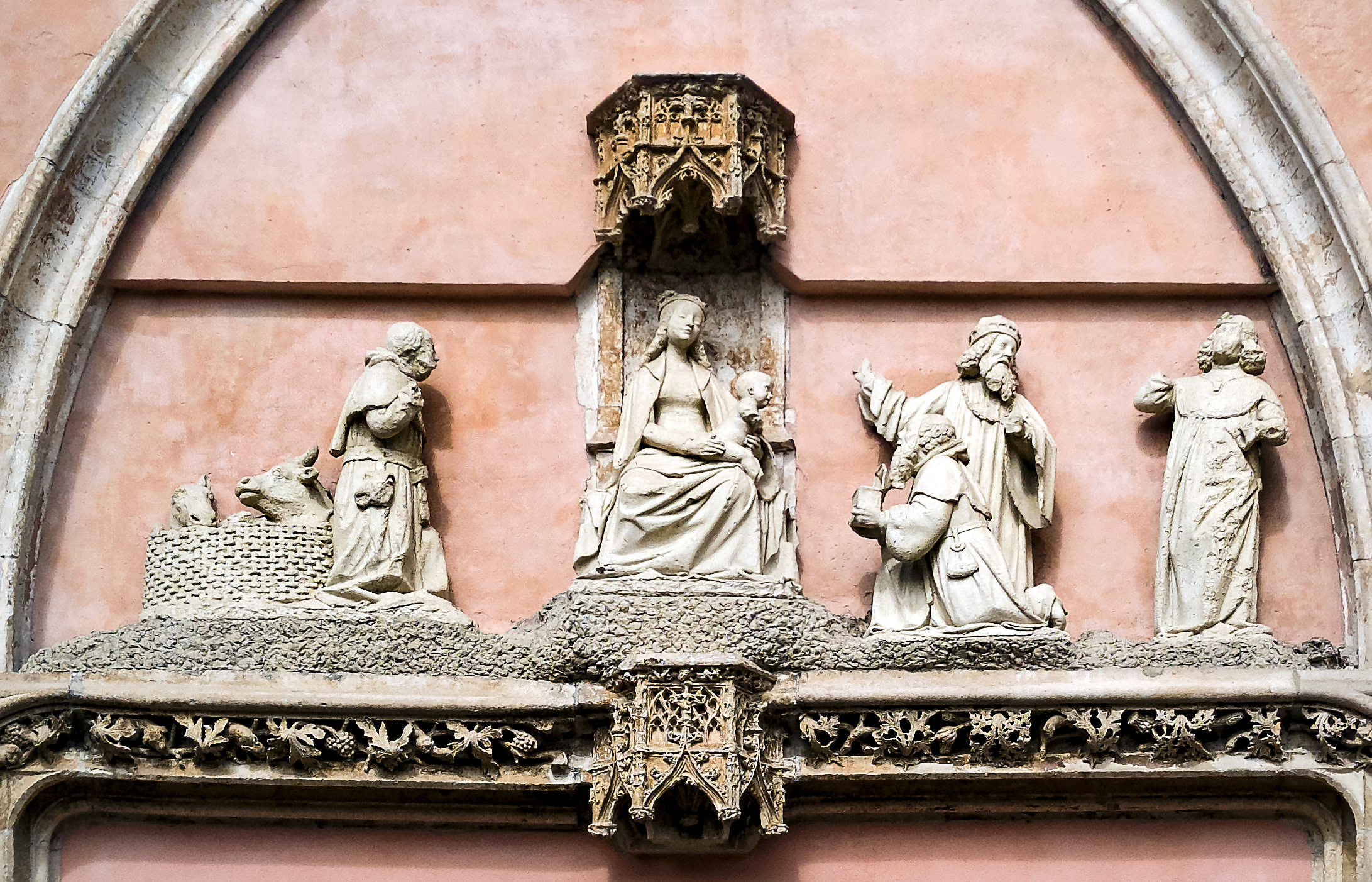
L'Adoration des Mages, tympan de l'Église Saint-Nicolas de Toulouse
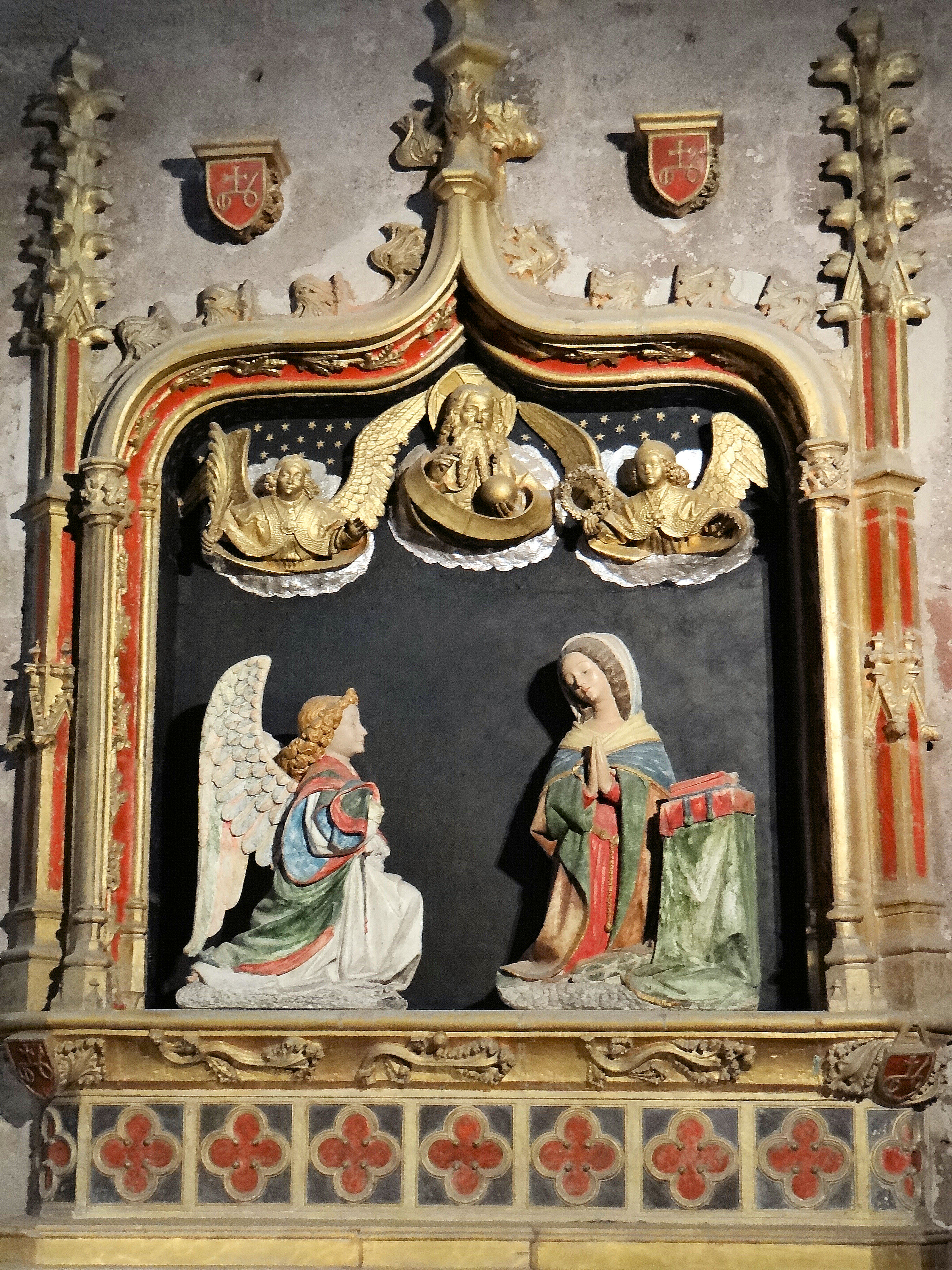
Copie de l'Annonciation offerte par Georges Vigouroux
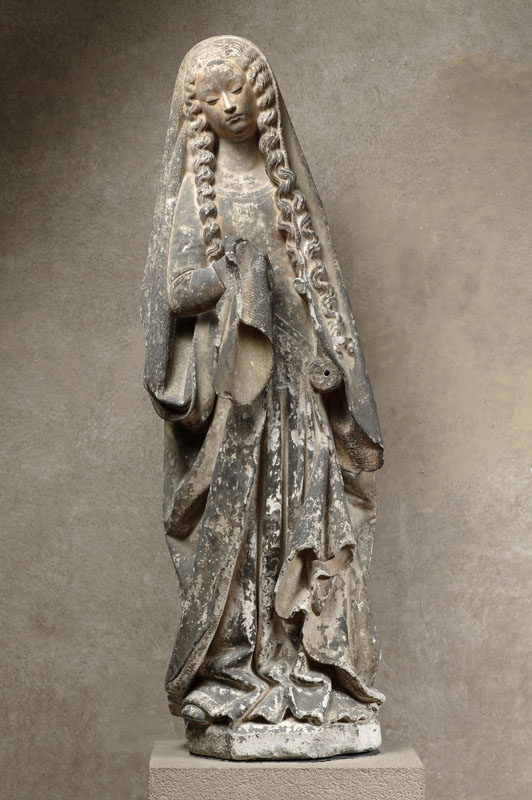
Sainte Marie Madeleine, sculpture du musée des Augustins

## Composition et esthétique

### Structure générale
La Vierge est sculptée selon une structure pyramidale, que vient rompre l’enfant Jésus. En effet, ces deux éléments sculpturaux semblent autant s’opposer qu’ils sont liés. D'autre part la rondeur du visage de l’Enfant contraste avec le visage triangulaire de sa mère. Le jeu contrasté de couleurs entre le bleu associé par convention à la Vierge et le rouge de l’Enfant est habituel à la fin du Moyen Âge. Leurs regards opposés créent un effet de mouvement, renforcé par les courbes du drapé. Ce mouvement est également suggéré par les jeux du sculpteur sur les plis. En effet, les plis anguleux (comme à l’avant de la robe), côtoient les replis souples (comme à la base de la statue). Le sculpteur a aussi joué sur l’ombre et la lumière par un travail sur la profondeur des plis, qui contrastent avec la lumière de plages plus lisses, comme celle qui vient suggérer le genou droit de la Vierge. Ces jeux de contrastes dû à la virtuosité du sculpteur, donnent du volume à la Vierge et viennent appuyer l'effet de mouvement. Il s'agit en outre d'une sculpture d’une grande préciosité rendue par un certain raffinement dans sa réalisation et les techniques utilisées. La couche fine de peinture, utilisée pour la couleur blanche uniforme du manteau de la Vierge, laisse transparaître les traces de façonnage de la pierre et met en valeur les détails finement sculptés, ce qui a été une des plus grandes révélations de la restauration de 2002. De petits motifs sculptés sont également visibles sur la robe bleue de la Vierge, ou encore sur la tunique rouge de l’Enfant. L’ornementation de perles sur l’encolure de la robe, ainsi que sur la couronne, et les éléments appliqués de bois ou de métal qui étaient certainement ornés de pierres précieuses ou de verres colorés aujourd'hui disparus, sont également un signe de préciosité.

### L’inscription
L’inscription « Nostre Dame de Grasse » est plutôt courante au Moyen Âge. Elle apparaît dès le Ve s. en Syrie, puis elle est diffusée en Occident lors des croisades l'insérant dans un courant de pensée chevaleresque et faisant de tous les chrétiens les vassaux de la Vierge. Cela contribue au développement du culte de la Vierge, figure intermédiaire entre les hommes et Dieu. Il semblerait que cette inscription soit écrite en langue d’oïl, qui est parlée dans le Nord de la France, et que sa graphie soit également caractéristique de cette région. En occitan (en langue d’oc), ce serait en effet « Nostra Dauna de Gracia ». Mais cela n’empêche pas que la sculpture soit une production locale, car certains artistes actifs à Toulouse venaient d'autres régions. C’est une graphie recherchée, avec des arabesques dont il n’y a pas d’équivalent dans les Annales des Capitouls, conservées aux Archives municipales de Toulouse. Il s’agirait d’une graphie plus bourbonnaise ou bourguignonne. Quant à l’écu disparu, les feuilles de chou frisées qui l’entourent sont typiques de la sculpture ornementale de la fin du Moyen Âge. 
La croix, pour finir, à l’extrémité gauche, est plutôt considérée comme une croix occitane que maltaise, en raison de la présence de trois boules sur chaque branche.

### La question du groupe
Certains chercheurs supposent que la sculpture à l’origine aurait pu faire partie d’une Adoration des Mages. La mouluration continue qui entoure la base de la statue ne permet pas de dire qu’elle aurait pu être détachée d’un ensemble. Mais la direction opposée des regards amène tout de même à s’interroger. De plus, il peut très bien s’agir d’un groupe sculptural dont les éléments auraient leur propre base et seraient disposés de part et d’autre du groupe central. Certains exemples pourraient appuyer le propos comme le groupe sculptural de L’Adoration des Mages, situé sur le portail de l’église Saint-Nicolas, à Toulouse, présente la même posture des deux personnages centraux. Ce groupe, qui est daté vers 1500, aurait pu s’inspirer de Nostre Dame de Grasse, ou peut-être l'inspirer. 
Mais une autre hypothèse a aussi été avancée. Celle que Nostre Dame de Grasse s’inscrirait dans un type de représentation de la Vierge entre deux donateurs. Selon une étude de Ludovic Nys des reliefs votifs tournaisiens de la fin du Moyen Âge, il est courant que les donateurs soient représentés en prière de part et d’autre de la Vierge à l’enfant, qui trône sur un banc-coffre, selon le type fixé dès les années 1370. Cela devient ensuite fréquent dans tous les arts des années 1400 jusqu’à la fin du Moyen Âge. Cette coutume prend ses origines dans l’art parisien. Un exemple célèbre est celui de Notre Dame de Paris, sur le portail rouge, où l’on voit une Vierge couronnée entourée du Roi et de la Reine (certainement Saint Louis et Marguerite de Provence), datant d’environ 1260. Ceci supposerait que cette statue s'inscrive dans un contexte funéraire, ce qui rejoindrait l'hypothèse de Maurice Prin.

## La restauration
Elle se déroula de juin 2002 à fin septembre 2004 et dura 280 jours. 

### Les acteurs de la restauration
Cette décision fut le fruit d’une discussion entre les membres du Comité, principalement constitué de conservateurs du musée du Louvre et du musée des Augustins et du responsable du C2RMF. Des experts en histoire de l’art, des conservateurs et des scientifiques du C2RMF, des restaurateurs spécialisés dans la pierre et dans la polychromie des sculptures furent mis sur le projet. Deux photographes prirent des clichés de l’œuvre pour suivre l’avancement de la restauration : Daniel Martin, pour le musée des augustins et Anne Chauvet, de la filière sculpture du C2RMF. Il y eut quatre restauratrices sur le projet qui se sont relayées et dont le travail a été suivi par Charlotte Riou, conservatrice du musée des Augustins durant cette période.

### La décision de la restauration
En 1998, l’état de la Vierge est préoccupant, ce qui amène la décision de sa restauration. Face à cette constatation, la statue a fait l’objet de nombreuses études, qui se déroulèrent entre 1998 et 2001, pour distinguer les différents repeints et la polychromie originelle. Ceci se déroula à l’aide de simples loupes au départ, puis de loupes binoculaires par la suite. Ces études à la loupe ont permis d’établir un tableau stratigraphique, réalisé par Sandrine Pagès-Camagna, du C2RMF, qui a confirmé la présence de la polychromie d’origine, évalué son état, donné le nombre de repeints et proposé des hypothèses de datation. Enfin, des micro-prélèvements de polychromie, au nombre de trente-six, réalisés et analysés par le C2RMF, ont identifié la nature des pigments et même parfois le type de liant. Ces analyses ont donc permis aux restaurateurs de conclure que la polychromie originale était la mieux conservée. Une identification de la pierre a aussi été réalisée en parallèle par le C2RMF, notamment par Alain Leclaire (ingénieur) et Anne Bouquillon (ingénieur de recherche), ainsi qu’une caractérisation des sels solubles par des prélèvements de V. Billault, du laboratoire ERM (Études Recherches Matériaux) à Poitiers. L’étude de la pierre a permis, d’une part, d’établir sa provenance de terrains tertiaires du nord des Pyrénées, mais rien de plus précis, car le type de calcaire de la pierre n’a pas été répertorié dans les collections du Laboratoire de recherche des monuments historiques de Champs-sur-Marne. La caractérisation des sels solubles, d’autre part, a permis de mieux cerner les problèmes de conservation et donc d’utiliser une technique de restauration plus adaptée. Plusieurs propositions, à l'issue de cette étude, ont été avancées concernant la restauration de l’œuvre.
La première, et également la moins interventionniste, fut un refixage des différents niveaux de polychromie, ainsi qu’une élimination des salissures et des croûtes noires, et une consolidation ponctuelle de la pierre. Mais cette proposition n’a pas été retenue par la commission scientifique car cette solution n'aurait pas vraiment amélioré l'aspect de l’œuvre et il y aurait toujours eu cet aspect hétérogène de la surface de la pierre.
La proposition suivante fut une mise au jour de l'un des repeints intermédiaires. Mais elle n’a pas été réalisée, car aucun des différents repeints n'était suffisamment conservé et ils étaient tous plus ou moins lacunaires.
La troisième option a finalement été retenue. Il s'agissait d’un dégagement de la polychromie originale, ce qui impliquait l'élimination des repeints. L'argument le plus important était l'état de conservation exceptionnel de la polychromie d'origine. En effet, c’était le niveau le mieux conservé de tous. De plus, les repeints, en s'écaillant, amenaient naturellement à redécouvrir la polychromie originale. Ce qui, en pratique, était réalisable. Par ailleurs, cette idée avait également un avantage esthétique car elle permettait de rendre l'homogénéité de la surface, de révéler la palette chromatique du Moyen Âge, ainsi que les reliefs sculptés (masqués par les différentes couches de peinture). La commission scientifique a longtemps hésité pour cette troisième option, car elle entraînait, en effet, certains risques. L'état du manteau de la Vierge, notamment, était préoccupant. Mais il était blanc, donc il n'avait pas une couleur très éloignée de la pierre et n’allait donc pas créer de trop grandes hétérogénéités à sa surface. En 2002, le Comité scientifique décide donc d’entreprendre une restauration de l’œuvre dans le but de dégager la polychromie originelle.

### Le déroulement de la restauration
La sculpture fut couchée sur une palette à cette occasion, ce qui était plus pratique, notamment pour l’utilisation des loupes binoculaires. Elle n’a été relevée que peu de fois pendant toute la durée de la restauration. C'est tout d'abord un nettoyage de la pierre qui a été effectué, accompagné de l’élimination des repeints. Les analyses de la pierre ont décelé une concentration importante de sels solubles tels que des sulfates, des chlorures et des nitrates, en surface comme en profondeur pour les deux derniers, dont l'origine de la contamination reste indéterminée (soit originelle, soit liée à des conditions de conservation déplorables). En revanche, la présence de sels solubles est due à la pollution atmosphérique. Ainsi, éliminer ces derniers est une opération extrêmement délicate, surtout pour une sculpture peinte. La plupart des croûtes noires ont été enlevées lors du dégagement des repeints. Or, l’émiettement progressif des repeints a laissé la pierre et la polychromie originelle à nu, ce qui a permis à certaines croûtes noires de se former. Dans ce cas-là, le nettoyage était plus délicat. Les restaurateurs utilisèrent un scalpel, s’aidant d’une loupe binoculaire. En revanche, les salissures présentes directement sur la pierre nue nécessitaient une autre technique. En effet, la pierre étant plus fragile, il a fallu utiliser une technique de nettoyage par photo-ablation (laser). Il s’agit à ce jour du seul moyen capable de préserver parfaitement un matériau autant fragilisé. Des fragments non recollés en 1950 et retrouvés ont été réinsérés (comme l’extrémité de l'annulaire droit de la Vierge), et des éléments cassés ou mal réajustés ont été repositionnés. Il n’y a pas eu de consolidation de la pierre ni d'extraction des sels solubles car ils étaient trop nombreux. Cela implique la nécessité de conserver la sculpture dans des conditions hygrométriques stables en attendant de trouver une solution. La Vierge doit être conservée dans une vitrine climatisée, et une surveillance régulière de son état est nécessaire. La restauration a entraîné quelques retouches. Les restaurateurs firent en sorte qu’elles soient aussi minimalistes que possible et complètement réversibles. En effet, il s’agit de retouches à l’aquarelle, comme, le bleu de la robe de la Vierge, qui était inégalement usé. Leur but était uniquement de retrouver une certaine unité et homogénéité de la surface de la pierre.

## Expositions
- "Polychromies secrètes. Autour de la restauration de deux œuvres majeures du XVe siècle toulousain", Toulouse, musée des Augustins, 10 décembre 2005 - 30 avril 2006

- "1500. L'art en France entre Moyen Âge et Renaissance" Galeries Nationales du Grand Palais, Paris, 04/10/2010-10/01/2011, The Art Institute, Chicago 26/02-30/05/2011

- "Exhibition of French Art (1200-1900)", Royal Academy of Art, Londres, 1932

### Articles
- Dossier d’œuvre n°RA 788 : Vierge à l'Enfant : Nostre Dame de Grasse, Centre de documentation du musée des Augustins, 2006
- Maurice Prin, « Le sanctuaire de la Bienheureuse Marie de Grâce à l’église des Dominicains de Toulouse », L'Auta, vol. 119,‎ février 1932
- Maurice Prin, « Les Jacobins », Congrès archéologique de France,‎ 1996